# Almási Anikó
Almási Anikó (Budapest, 1946. július 13. – 2010.) filmvágó.

## Életpályája
A Színház- és Filmművészeti Főiskolán szerzett diplomát filmvágó szakon, és a Magyar Televízió Zenei Főosztályán dolgozott 1992-ig. Később kerámiákat kezdett készíteni.

## Családja
Almási Éva színésznő testvére. Füredi Vilmos operatőr, filmproducer felesége. Balázsovits Edit színésznő nagynénje. Egy lánya van: Füredi Anikó.

## Filmjei
- Zenés TV Színház (1972-1982)
- Csak ülök és mesélek (1974-1978)
- Szép maszkok (1974)
- Egymillió fontos hangjegy - Bódy Magdi (1976)
- Az elítélt (1982)

## Díjai
- a Magyar Televízió nívódíja (1982)
- a Miskolci Tévéfesztivál közönségdíja (1984)